# Buncombe megye
Buncombe megye az Amerikai Egyesült Államokban, azon belül Észak-Karolina államban található. Megyeszékhelye és legnagyobb városa Asheville. Lakosainak száma 269 452 fő (2020. április 1.). Buncombe megye Madison, Yancey, McDowell, Rutherford, Henderson, Haywood és Transylvania megyékkel határos.

## Népesség
A megye népességének változása:
| Lakosok száma | 238 822 | 241 463 | 244 461 | 247 912 | 253 178 | 269 452 |
|               | 2010    | 2011    | 2012    | 2013    | 2015    | 2020    |